# Максдорф
Максдорф (нім. Maxdorf) — громада в Німеччині, розташована в землі Рейнланд-Пфальц. Входить до складу району Рейн-Пфальц. Центр об'єднання громад Максдорф.
Площа — 7 км2. Населення становить 7183 ос. (станом на 31 грудня 2020).